# Матео II Висконти
Вижте пояснителната страница за други личности с името Матео Висконти.
Матео II Висконти (на италиански: Matteo II Visconti; * ок. 1319, Милано, Сеньория Милано; † 29 септември 1355, замъка в Сароно, пак там) от фамилията Висконти, е господар на Лоди, Пиаченца, Бобио, Парма и Болоня и съгосподар на Милано (1349 – 1355) заедно с братята му Галеацо II и Бернабо Висконти.
Заради разпуснатостта му, която рискува да съсипе владението на Висконти, той най-вероятно е отровен от собствените си братя, които след смъртта му си поделят контролираните от него земи.

## Произход
Той е първородният син на Стефано Висконти (* 1288, † 1327), господар на Милано, и Валентина Дория (* 1290, † 1359). Негови дядо и баба по бащина линия са Матео I Висконти, господар на Милано, и Бонакоса Бори, а по майчина – Бернабо Дория и Елиана Фиески. Има трима братя и две сестри:
- Грандиана, нар. Диана (* ок. 1318, † ?), съпруга на Рамон де Виларагут и де Сария, барон на Трипи и господар на Алкайсия и Солана, генерал-капитан и адмирал на армията на Сицилианското кралство
- Галеацо II Висконти (* 1320, † 1378), от 1349 до 1378 г. съгосподар на Милано заедно с Матео II и Бернабо, както и господар на Алесандрия, Алба, Асти, Комо, Тортона, Новара, Павия, Верчели и от 1355 г. господар и на Бобио и Пиаченца, съпруг на Бианка Мария Савойска, дъщеря на граф Аймон Савойски;
- Бернабо (* 1321 или 1323; † 1385), господар на Бергамо, Бреша, Кремона, Сончино, Лонато и Валкамоника и съгосподар на Милано заедно с Галеацо и Матео II
- Джовани
- Катерина, съпруга на Джакомино Валперга

## Биография

### Ранни години
Данните за детството му са оскъдни. 
Заедно с братята си Галеацо II и Бернабо се присъединява към заговора на Франческо Пустерла срещу техния чичо Лукино Висконти, тогавашен господар на Милано: заговорът е осуетен и Пустерла елиминиран, но Лукино не намира доказателства срещу племенниците си. 
През 1340 г. архиепископ Джовани сключва брачни съюзи, за да успокои границите на владението на Висконти, разширено от конфликтите на починалия Лукино. Така Матео II е oженен за Джилиола Гонзага, дъщеря на капитана на народа на Мантуа Филипино Гонзага, Галеацо II – за Бианка Савойска, дъщеря на граф Аймоне Савойски, а Бернабо – за Беатриче Реджина дела Скала, дъщеря на Мастино II дела Скала, владетел на Верона. По случай сватбата Матео II участва в банкета и в турнирите, провеждани в Мантуа от Гонзага, придружени от пищна и многобройна процесия.
Поради нов неуспешен заговор (1346) той трябва да бяга от Милано заедно с братята си, прогонени от чичовците им Лукино и архиепископ Джовани. Намира убежище в Маркграфство Монферат.

### Вземане на властта
Матео II се завръща в Милано след смъртта на чичо си Лукино (1349), повикан от чичо си архиепископ Джовани заедно с останалите си братя.
През 1354 г., след смъртта на архиепископ Джовани, властта над Милано преминава към тримата синове на Стефано Висконти. Докато младият Бернабо завладява източните владения, граничещи със земите на сем. Скалиджери, а Галеацо II - западните, граничещи със владенията на Савойците, Матео II получава Лоди, Пиаченца, Парма и Болоня сред големите градове, както и Бобио, Понтремоли, Фиденца, Маса и Луго. Освен това му е дадена 1/3 (два сестиера) от град Милано, 1/3 от Генуа и резиденция в дворец, построен от архиепископ Джовани, който се намира до архиепископството. Той също така построява замъка в Сароно като негова селска резиденция през 1355 г.
Болоня веднага се превръща в тема на спор между тримата братя. Управляван от Джовани Висконти д'Олона, градът се провъзгласява за независим от миланското управление. Матео II се ограничава до оплакване по въпроса пред папата, докато Галеацо II и преди всичко Бернабо настояват за въоръжена намеса. Става съвсем ясно, че двамата най-малки сина на Стефано Висконти възнамеряват да следват политическа линия, много различна от тази на по-големия им брат.
Пиетро Адзарио описва Матео II като добре изглеждащ, но дебел, красноречив, мързелив и небрежен в държавните дела.

### Смърт
На 29 септември 1355 г. в замъка в Сароно, при завръщане от лов край Монца, около 36-годишният Матео се оплаква от силна болка в корема. Умира след вечеря, почти сигурно отровен по заповед на братята си, които след това си поделят владенията му. Основният поддръжник на теорията за отравянето е майка им Валентина Дория. Погребан е в църквата „Сан Готардо ин Корте“ в Милано.

## Брак и потомство
∞ 1340 за Джилиола Гонзага (* ок. 1325, Мантуа, † ок. 1377, пак там), дъщеря на кондотиера Филипино Гонзага, от която има две дъщери:
- Катерина Висконти (* 1342, Милано, † 10 октомври 1382, Мантуа), ∞ 1. 1358 за Уголино Гонзага († 1362), братовчед на майка ѝ и син на втория капитан на народа на Мантуа Гуидо Гонзага, от когото има син 2. за Фелтрино Гонзага († 1374), господар на Баньоло и Новелара, брат на дядо ѝ, от когото няма деца
- Андреола († 1376), абатеса на Сан Маурицио.